# Хорн (Нидерланды)
Хорн (нидерл. Hoornо файле) — община и город в Нидерландах. Расположен в провинции Северная Голландия. Знаменит музеем Западной Фрисландии, расположенным в черте города.

## История
Населённый пункт в этих местах существовал уже в 716 году.
В 1357 году граф Голландии Виллем V даровал ему права города. Когда наступил Золотой век Голландии, то Хорн стал домашней базой Голландской Ост-Индской компании. Согласно «ЭСБЕ», в XVII веке Хорн «был очень цветущим городом». Именно отсюда были родом знаменитые мореплаватели Схаутен (давший название мысу Горн в честь своей родины) и Кун.
В XVIII веке город пришёл в упадок и превратился в небольшую рыбацкую деревушку. В XIX веке город вновь возродился, став центром торговли сельскохозяйственной продукцией для всей Западной Фризии. Со строительством железных дорог город превратился в важный транспортный узел Северной Голландии. После того, как в 1932 году была построена Афслёйтдейк, Хорн лишился выхода в море.
В наше время известен крупным ограблением старейшего в Нидерландах музея (несколько десятков картин) — общая стоимостью похищенного составила около 10 миллионов евро.

## Состав общины
В общину Хорн входят город Хорн, деревни Блоккер и Зваг, а также хутора Де-Бангерт, Де-Хюлк и Мюнниккай.

## Население
| 1815    | 1830    | 1840    | 1849    | 1859    | 1869    | 1879    | 1889    | 1899    |
| ------- | ------- | ------- | ------- | ------- | ------- | ------- | ------- | ------- |
| 7490    | ↘7418   | ↗8668   | ↗8969   | ↗9247   | ↗9529   | ↗10 200 | ↗11 031 | ↘10 714 |
| 1909    | 1920    | 1930    | 1947    | 1960    | 1971    | 1980    | 1990    | 2000    |
| ↗11 016 | ↗11 492 | ↗12 049 | ↗13 888 | ↗16 117 | ↗19 511 | ↗41 005 | ↗58 225 | ↗65 764 |
| 2010    | 2016    | 2017    | 2018    | 2019    | 2019    | 2020    | 2021    |         |
| ↗70 697 | ↗72 200 | ↗72 493 | ↗72 806 | ↗73 004 | ↗73 080 | ↗73 261 | ↗73 619 |         |

## Известные уроженцы, жители
Ван Нироп, Ахасверус Самуэль (1813-1878) — нидерландский политик и общественный деятель еврейского происхождения.
Кун, Ян Питерсзоон (1587-1629) — голландский мореплаватель, купец, губернатор Голландской Ост-Индии.
Схаутен, Виллем Корнелис (1567-1625) — голландский мореплаватель, совершил одно из ранних кругосветных путешествий (1615—1616).